# Horace Rice
Horace Rice (Sydney, 5 de setembro de 1872 - Sydney, 1950) foi um tenista australiano.

## Grand Slam finais

### Simples: 1 título
| Ano  | Campeonato      | Oponente     | Placar        |
| 1907 | Australian Open | Harry Parker | 6–3, 6–4, 6–4 |

### Simples (3 vices)
| Ano  | Campeonato      | Oponente       | Placar             |
| 1910 | Australian Open | Rodney Heath   | 4–6, 3–6, 3–6      |
| 1911 | Australian Open | Norman Brookes | 2–6, 3–6, 3–6      |
| 1915 | Australian Open | Gordon Lowe    | 6–4, 1–6, 2–6, 4–6 |